# Municipio de Richland (condado de Republic)
El municipio de Richland (en inglés: Richland Township) es un municipio ubicado en el condado de Republic en el estado estadounidense de Kansas. En el año 2010 tenía una población de 231 habitantes y una densidad poblacional de 2,5 personas por km².

## Geografía
El municipio de Richland se encuentra ubicado en las coordenadas 39°47′30″N 97°26′4″O / 39.79167, -97.43444. Según la Oficina del Censo de los Estados Unidos, el municipio tiene una superficie total de 92.23 km², de la cual 92,08 km² corresponden a tierra firme y (0,17 %) 0,16 km² es agua.

## Demografía
Según el censo de 2010, había 231 personas residiendo en el municipio de Richland. La densidad de población era de 2,5 hab./km². De los 231 habitantes, el municipio de Richland estaba compuesto por el 97,84 % blancos, el 0,87 % eran amerindios y el 1,3 % eran de una mezcla de razas. Del total de la población el 0,43 % eran hispanos o latinos de cualquier raza.